# Whitewater-schandaal
Het Whitewater-schandaal was een Amerikaans politiek schandaal in de jaren 1990.

## Voorgeschiedenis
In 1992 werd een onderzoek ingesteld naar de vastgoedinvesteringen van Bill Clinton, Hillary Clinton, Jim McDougal en Susan McDougal, in de Whitewater Development Corporation. Deze onderneming werd in 1979 opgericht met als doel het ontwikkelen van vakantiewoningen langs de White River in de buurt van Flippin, Arkansas.
Een artikel uit The New York Times uit maart 1992, gepubliceerd tijdens de Amerikaanse presidentiële campagne van 1992, meldde dat de Clintons, toen gouverneur en gouverneursvrouw van Arkansas, hadden geïnvesteerd en geld hadden verloren in de Whitewater Development Corporation. Het artikel wekte de interesse van L. Jean Lewis, een onderzoeker van de Resolution Trust Corporation die de ondergang van Madison Guaranty Savings and Loan onderzocht, ook eigendom van Jim en Susan McDougal.
Lewis zocht naar een eventueel verband tussen het bedrijf en de Clintons en op 2 september 1992 diende ze een verzoek tot onderzoek (criminal referral) in bij de FBI waarin Bill en Hillary Clinton als getuigen in de Madison Guaranty-zaak werden genoemd. 

## Zaak
De Amerikaanse advocaat Charles A. Banks en de FBI besloten de zaak niet te onderzoeken, maar Lewis bleef de zaak onder de aandacht brengen van de FBI. Van 1992 tot 1994 gaf Lewis aanvullende informatie en belde ze herhaaldelijk het advocatenkantoor van Banks en het ministerie van Justitie met betrekking tot de zaak. De zaak kwam uiteindelijk in de media en Lewis getuigde voor de Whitewater-commissie van de Senaat in 1995.
David Hale, de bron van de criminele beschuldigingen tegen de Clintons, beweerde in november 1993 dat Bill Clinton hem onder druk had gezet om een illegale lening van $ 300.000 te verstrekken aan Susan McDougal. De beschuldigingen werden als dubieus beschouwd, omdat Hale Clinton niet had genoemd in verband met deze lening tijdens het oorspronkelijke FBI-onderzoek van Madison Guaranty in 1989; pas nadat hij in 1993 zelf in staat van beschuldiging was gesteld, deed Hale aantijgingen tegen de Clintons.
Een onderzoek van de Amerikaanse Securities and Exchange Commission resulteerde in de veroordelingen van Jim en Susan McDougal voor hun rol in het Whitewater-project. Jim Guy Tucker, de opvolger van Bill Clinton als gouverneur in Arkansas, werd veroordeeld tot onder andere een voorwaardelijke celstraf van vier jaar voor zijn rol in de zaak. Susan McDougal zat 18 maanden in de gevangenis wegens minachting van de rechtbank, omdat ze weigerde vragen over Whitewater te beantwoorden.
Zowel Bill Clinton als Hillary Clinton werden nooit vervolgd, nadat drie afzonderlijke onderzoeken onvoldoende bewijs vonden voor criminele activiteiten. Achteraf concludeerde Robert Ray, de speciaal aanklager ten tijde van het uitkomen van het eindrapport van zijn team en de opvolger van Kenneth Starr, dat de Clintons zelfs verlies hadden geleden op het Whitewater-project en dat zij niet op de hoogte waren van Jim McDougals twijfelachtige transacties.